# Kai Lawonn
Kai Lawonn (* 4. Oktober 1985 in Berlin) ist ein deutscher Informatiker. Er arbeitet auf dem Fachgebiet der explorativen Datenanalyse und Visualisierung und leitet seit 2019 den gleichnamigen Lehrstuhl an der Friedrich-Schiller-Universität Jena am Institut für Informatik.

## Leben
Lawonn studierte von 2006 bis 2011 Mathematik und Physik an der Freien Universität Berlin und beendete das Studium mit dem Diplom. Er promovierte von 2012 bis 2014 an der Otto-von-Guericke-Universität Magdeburg im Fach Informatik um erwarb 2017 die Venia Legendi im Fach Computervisualistik. Von 2015 bis 2019 war er Juniorprofessor für medizinische Visualisierung an der Universität Koblenz-Landau und wechselte dann 2019 als Juniorprofessor, finanziert von der Carl-Zeiss-Stiftung, an die Friedrich-Schiller-Universität Jena. Dort ist er seit 2021 Professor für Visualisierung und explorative Datenanalyse. Seine Arbeitsgruppe spezialisiert sich auf die Visualisierung von medizinischen Daten, illustrative Visualisierung, Datenanalyse, Visual Analytics, Virtual Reality, Mensch-Computer-Interaktion etc.

## Preise und Ehrungen
- 2016 Eurographics Award für die beste Dissertation[3]
- 2020 EuroVis – Young Researcher Award[4]
- 2021 DFG Heinz-Maier-Leibnitz-Preis[5]
- 2021 Capital – Top 40 unter 40[6]